# Заготовка деталі
Загото́вка дета́лі — предмет виробництва, з якого під час подальшої обробки (шляхом зміни форми, розмірів, властивостей поверхні та (чи) матеріалу) виготовляють деталь.
Виготовлення заготовок — один з основних етапів машинобудівного виробництва, який безпосередньо впливає на витрати матеріалів, якість виробів, трудомісткість їхнього виготовлення та собівартість.
Виготовлення деталей завжди починається з виготовлення заготовок. Розробляючи технологію виготовлення машин та приладів, забезпечуючи на практиці їх високу якість та надійність з урахуванням економічних показників, інженер-технолог повинен добре володіти методами проектування та виробництва заготовок.

## Види заготовок
Заготовками для виготовлення деталей є:
1. Виливки (чавунні, сталеві, з кольорових металів);
2. Кованки;
3. Штамповки;
4. Пресовані вироби та профілі;
5. Металопрокат (круглого, квадратного, прямокутного, шестигранного, періодичного або іншого профілю);
6. Труби;
7. Деталі, отримані вирізанням з листового матеріалу, та деталі, отримані холодним штампуванням, у тих випадках, коли вони потребують остаточної обробки на верстатах.

## Вибір методу отримання заготовок
У сучасному виробництві одним з основних напрямків розвитку технології механічної обробки є використання чорнових заготовок з економічними конструктивними формами, що забезпечують можливість використання оптимальних способів їх обробки. Тобто, обробки з найбільшою продуктивністю та найменшими відходами. Цей напрямок вимагає безперервного підвищення точності заготовок та наближення їх конструктивних форм та розмірів до готових деталей, що дозволяє відповідно скоротити область використання обробки різанням, обмежуючи її у ряді випадків чистовими, фінішними операціями.
Вибір виду заготовки для подальшої механічної обробки у багатьох випадках є одним з дуже важливих питань розробки процесу виготовлення деталі. Від правильного вибору заготовки, тобто встановлення її форми, розміру припусків на обробку, точності розмірів (допусків) та твердості матеріалу залежить трудомісткість, а у підсумку, й собівартість процесу обробки та виготовлення деталі в цілому. Вид заготовки у більшості випадків визначає значною мірою подальший процес обробки деталі. Якщо заготовка буде достатньо точно виготовлена з припусками не більшими, ніж це необхідно для обробки, то механічна обробка деталі може бути зведена до мінімальної кількості операцій, мінімальної трудомісткості та собівартості.
Таким чином, при розробці процесу виготовлення деталі можуть бути два принципові напрямки:
а) отримання заготовки, яка найбільше наближається за формою та розмірами до готової деталі, коли на заготівельні цехи припадає значна частка трудомісткості виготовлення деталі, а відносно менша частка припадає на механічні цехи;
б) отримання грубої заготовки з великими припусками, коли на механічні цехи припадає основна частка трудомісткості та собівартості виготовлення деталі.
Залежно від масштабу, і, відповідно, типу виробництва буде правильним той чи інший із розглянутих напрямків, або проміжний між ними.
Перший напрямок відповідає, як правило, масовому та крупносерійному виробництву. Це пов'язано з тим, що високовартісне сучасне обладнання заготівельних цехів, що забезпечують високопродуктивні процеси отримання точних заготовок, економічно доцільне лише за великих масштабів виробництва.
Другий напрямок типовий для одиничного та дрібносерійного виробництва, коли використання вартісного обладнання у заготівельних цехах економічно не вигідне.
Проте, не слід вважати, що у межах одиничного та дрібносерійного виробництв не можуть бути досягнені доцільні рішення щодо задовільної якості заготовок. Навпаки, економічно доцільні для будь-якого типу виробництва якості заготовок завжди можуть бути заздалегідь визначені за правильного підходу до їх вибору, а відповідно, й до встановленого способу виготовлення заготовок.
Значний вплив на вибір способу отримання заготовки мають:
- час відведений на технологічну підготовку виробництва (проектування, виготовлення та налагодження штампів, моделей, прес-форм та ін.);
- наявність відповідного технологічного обладнання та бажаний ступінь автоматизації процесу.

Вибраний спосіб повинен забезпечувати щонайнижчу собівартість деталі. При цьому велике значення має економія металу, що переробляється на стружку. Технолог повинен домагатись, щоб обраний спосіб забезпечував виготовлення такої заготовки, яка б за формою і розмірами максимально наближалась до готової деталі. Однак, підвищення точності заготовки за малої програми випуску може виявитись економічно недоцільним, оскільки витрати на оснащення заготівельних процесів можуть перевищувати економію на механічній обробці та економію матеріалів.

## Технологічність конструкції заготовок
Під технологічністю конструкції виробу мають на увазі сукупність його властивостей, які визначають відповідність даної конструкції оптимальним витратам на його виготовлення, експлуатацію та ремонт для заданих показників якості, обсягу випуску та умов виконання робіт.
Форма та розміри заготовки значною мірою впливають як на технологію її виготовлення, так і на подальшу обробку. Точність розмірів і форми заготовки здебільшого визначає трудомісткість виготовлення та вартість готового виробу (деталі). Форма, розміри, стан поверхонь і поверхневих шарів заготовки можуть істотно впливати на обсяги подальшої її обробки. Тому більшість заготовок піддають попередній обробці, яка полягає в тому, щоб забезпечити їх технологічність для подальшої механічної обробки на металорізальних верстатах. До такої обробки належать зачищення, виправлення, розрізування, центрування, термічна обробка тощо. Особливого значення набуває попередня обробка заготовок в умовах автоматизованих і гнучких виробництв.
Забезпечення технологічності заготовок зводиться до виконання таких правил:
1. Бажано, щоб контури заготовки являли собою сполучення найпростіших геометричних форм.
2. Деталі, по можливості, слід виготовляти зі стандартних заготовок (прокату, виливків, кованок, пресованих заготовок).
3. Базові поверхні мають забезпечувати точність розташування та закріплення заготовки у процесі їх оброблення, контролю та вимірювання.
4. Точність розмірів та шорсткість поверхонь заготовок повинні бути економічно обґрунтованими.
5. Бажано максимально використовувати способи отримання заготовок, які не вимагають наступного зрізання стружки.
6. За неможливості обійтись без механічної обробки необхідно скорочувати її за рахунок зменшення кількості та довжини поверхонь, що оброблюються.
7. Конструкція деталі повинна допускати можливість її виготовлення складаною з двох або більше частин.